# واين مورغان
واين مورغان (بالإنجليزية: Wayne Morgan)‏ هو مدرب كرة سلة أمريكي، ولد في 7 أكتوبر 1950 في بروكلين في الولايات المتحدة.